# Intelsat

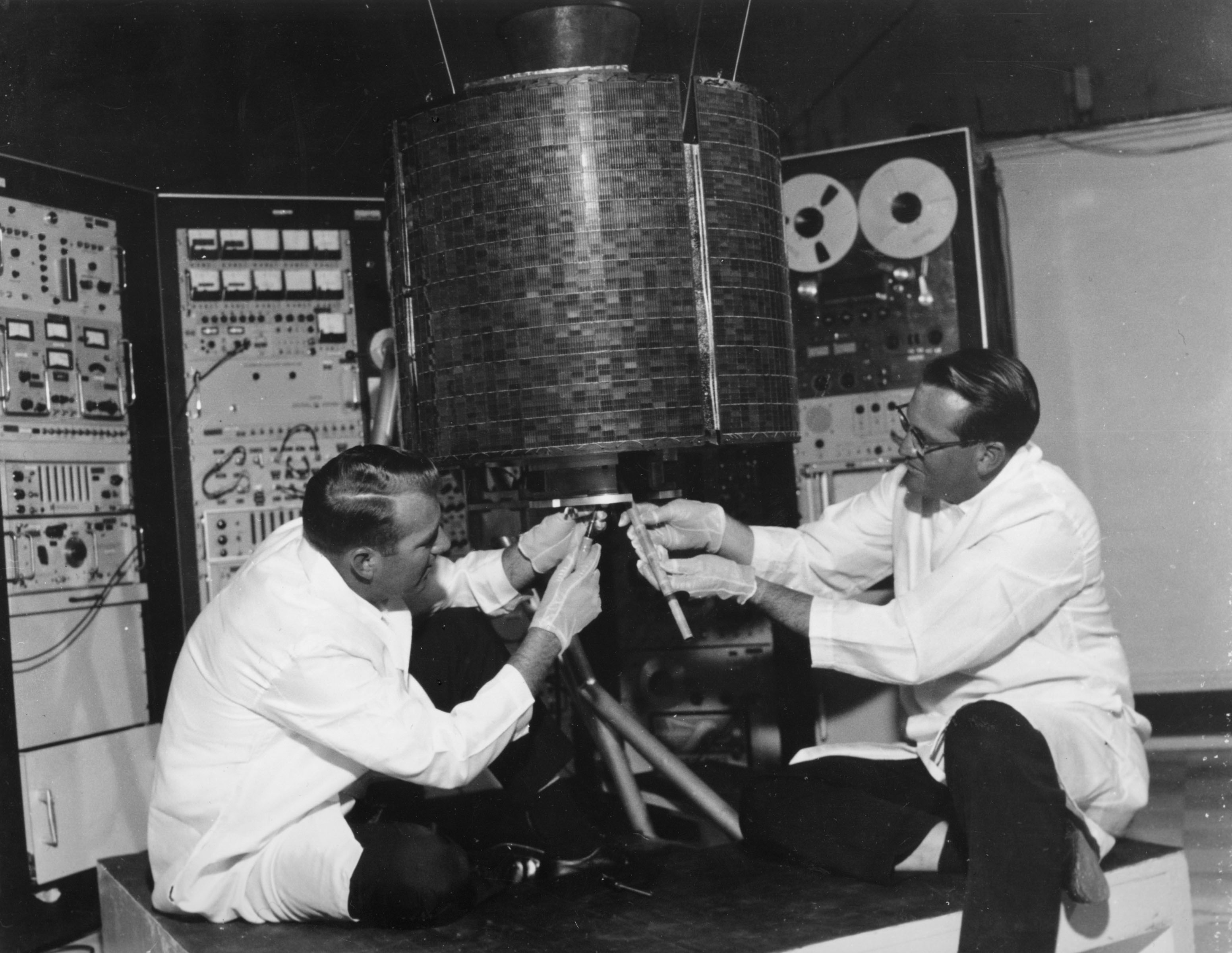
První satelit INTELSATu Early Bird

Intelsat Ltd. je největší komerční satelitní operátor na světě. Původně byl zformován jako mezivládní konsorcium pod názvem International Telecommunications Satellite Organization (INTELSAT) a měl za úkol spravovat síť komunikačních satelitů pro mezinárodní vysílání. V roce 2007 vlastnil 52 komunikačních satelitů a v červnu téhož roku společnost BC Partners oznámila odkup 76 % Intelsatu za 3,75 miliard euro.

## Historie

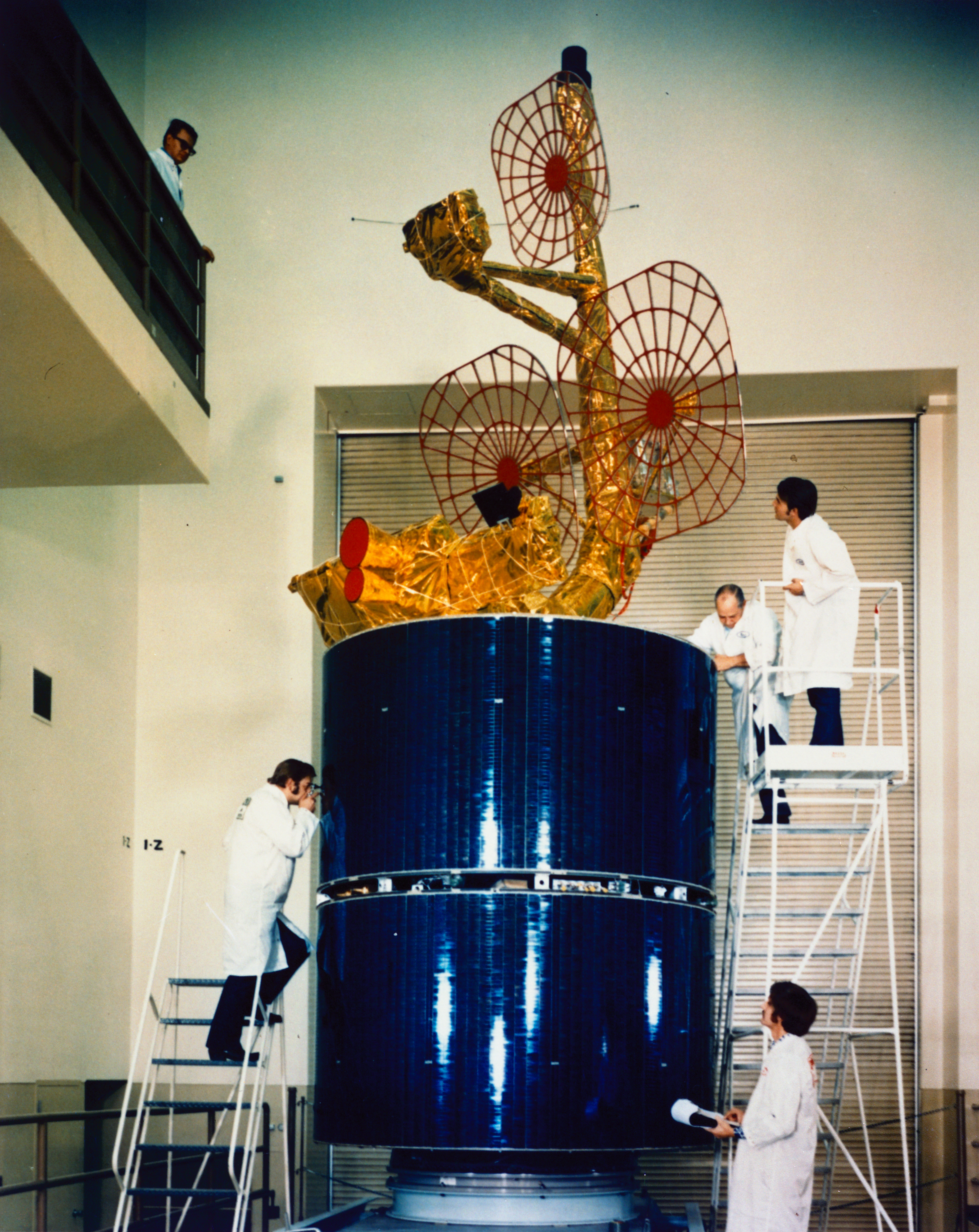
Intelsat IVA

20. srpna 1964 byla založena mezivládní organizace Intelsat s 11 účastnickými zeměmi. Hlavní roli v ní hrála americká COMSAT General Corp. První satelit Intelsat I, známý pod názvem Early Bird (anglicky Ranní ptáče) byl vypuštěn 6. dubna 1965 raketou Delta D. Jeho oběžná dráha byla geosynchronní (resp. geostacionární); poprvé v historii umožnil přímý přenos televizních signálů, telefonních hovorů a obrazů mezi Evropou a Severní Amerikou.
Satelity INTELSATu nebyly zprvu tak robustní jako dnes. Na jaře 1969 došlo k poruše satelitu nad Atlantským oceánem a náhradní satelit byl dopraven na špatnou orbitu, to přinutilo NASA uvažovat o posunutí mise Apollo 11. Situace byla vyřešena obnovením provozu podmořského telefonního kabelu, aby bylo možno předávat informace mezi lodí Apollo a řídícím střediskem NASA. Během měsíční procházky byl však Měsíc nad Tichým oceánem a přenos tak byl předáván satelitem INTELSAT III.
V roce 1973 měla organizace již 80 účastníků a poskytovala své služby 600 stanic ve více než 149 zemích a závislých územích, toho roku také došlo k přejmenování organizace na kratší INTELSAT. K 31. prosinci 1979 byl počet účastnických států 103 a kapacita systému přesáhla 27 500 kanálů. V roce 2001 byla organizace privatizována a jméno změněno na dnešní název Intelsat Ltd.
Hlavní oblast zisků byla z provozu satelitní sítě. Satelitní služby byly prodávány různým organizacím a státům (členům INTELSATu i ne-členům), všem za stejnou cenu. Zisky byly přerozdělovány členským zemím na základě jejich podílu v organizaci. Dnešní Intelsat Ltd. provozuje i podmořské optické kabely pro případ výpadku některého ze satelitů.

## Komercionalizace a privatizace

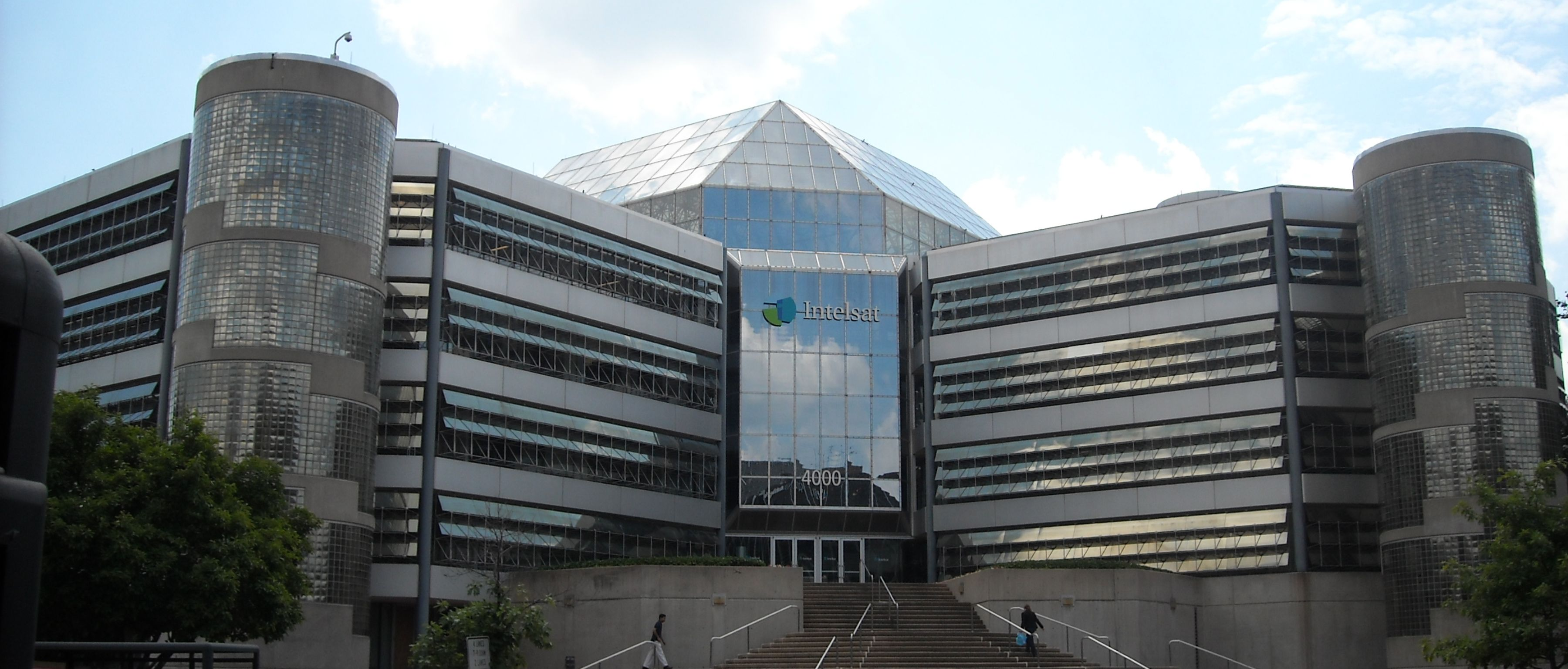
Ústředí Intelsat Ltd.

Kvůli nátlaku ze strany soukromých satelitních operátorů a hlavně díky lobbování společnosti PanAmSat přijal americký kongres akt ORBIT (Open Market Reorganization for the Betterment of International Telecommunications), tedy plán na reorganizaci otevřeného trhu pro zlepšení mezinárodních telekomunikací. V dubnu 1998 proto rozhodlo vedení společnosti o prodeji pěti starších satelitů nizozemské společnosti New Skies Satellites, která se pak stala přímou konkurencí pro INTELSAT. Vedení se poté neúspěšně pokusilo přenést organizaci do jiné země, aby se předešlo zásahům ze strany americké vlády. V období před privatizací v červenci 2001 byly rozděleny podíly v organizaci mezi podílnické země, podle množství prostředku, které investovaly. K samotné privatizaci došlo 18. července 2001, 37 let po založení organizace. V roce 2005 Intelsat Ltd. odkoupil bývalého konkurenta PanAmSat za 3,1 miliardy dolarů.

## Současné satelity
| Název                           | Výrobce             | Typ satelitu | Orbitální pozice | Nosný systém             | Rok startu |
| ------------------------------- | ------------------- | ------------ | ---------------- | ------------------------ | ---------- |
| Intelsat 701                    | Space Systems Loral |              | 180.0 °E         | Ariane 4 V60             | 1993       |
| Intelsat 704                    | Space Systems Loral |              | 66 °E            | Atlas IIA (AC-113)       | 1995       |
| Intelsat 705                    | Space Systems Loral |              | 50.0 °W          | Atlas IIA (AC-115)       | 1995       |
| Intelsat 707                    | Space Systems Loral |              | 53.0 °W          | Ariane-4 V84             | 1996       |
| Intelsat 709                    | Space Systems Loral |              | 85.2 °E          | Ariane-4 V87             | 1996       |
| Intelsat 801                    | Lockheed Martin     | LM-3000      | 31.5 °W          | Ariane V94               | 1997       |
| Intelsat 802                    | Lockheed Martin     | LM-3000      | 32.9 °E          | Ariane V96               | 1997       |
| Intelsat 803                    | Lockheed Martin     | LM-3000      |                  | Ariane V100              | 1997       |
| Intelsat 804                    | Lockheed Martin     | LM-3000      |                  | Ariane V104              | 1997       |
| Intelsat 805                    | Lockheed Martin     | LM-3000      | 55.5 °W          | Atlas IIA (AC-153)       | 1998       |
| Intelsat 806                    | Lockheed Martin     | LM-3000      |                  | Atlas IIA (AC-151        | 1998       |
| Intelsat 901                    | Space Systems Loral | FS-1300      | 18.0 °W          | Ariane V141              | 2001       |
| Intelsat 902                    | Space Systems Loral | FS-1300      | 62.0 °E          | Ariane V143              | 2001       |
| Intelsat 903                    | Space Systems Loral | FS-1300      | 34.5 °W          | Proton-K/Block DM-3 #28L | 2002       |
| Intelsat 904                    | Space Systems Loral | FS-1300      | 60.0 °E          | Ariane V148              | 2002       |
| Intelsat 905                    | Space Systems Loral | FS-1300      | 24.5 °W          | Ariane V152              | 2002       |
| Intelsat 906                    | Space Systems Loral | FS-1300      | 64.2 °E          | Ariane V154              | 2002       |
| Intelsat 907                    | Space Systems Loral | FS-1300      | 27.5 °W          | Ariane V159              | 2003       |
| Intelsat 10-02                  | Astrium             | Spacebus     | 1.0 °W           | Proton-M Briz-M          | 2004       |
| Galaxy 28 (Intelsat Americas-8) | Space Systems Loral | FS-1300      | 89.0 °W          | Sea Launch Zenit-3/DMSL  | 2005       |
| Galaxy 16 (PanAmSat 16)         | Space Systems Loral | FS-1300      | 99.0 °W          | Sea Launch Zenit-3/DMSL  | 2006       |
| Galaxy 17                       | Alcatel             | FS-1300      | 91.0 °W          | Ariane 5ECA V176         | 2007       |
| Intelsat-11                     | Orbital Sciences    | Star-2       | 43.1 °W          | Ariane 5 GS V178         | 2007       |
| Horizons-2                      | Orbital Sciences    | Star-2       | 74.0 °W          | Ariane 5GS V180          | 2007       |
| Galaxy 18 (PanAmSat Galaxy 18)  | Space Systems Loral | FS-1300      | 123.0 °W         | Sea Launch Zenit-3/DMSL  | 2008       |
| Galaxy 19 (Intelsat Americas 9) | Space Systems Loral | FS-1300      | 97.0 °W          | Sea Launch Zenit-3/DMSL  | 2008       |